# Agetocera cyanipennis
Agetocera cyanipennis là một loài bọ cánh cứng trong họ Chrysomelidae. Loài này được Yang in Ge & Li miêu tả khoa học năm 2001.